# Marie Uthurriague
 Marie Uthurriague  née le 25 juillet 1913 à Laguinge-Restoue et morte le 24 février 2005 à Bayonne est une religieuse française, directrice de l'orphelinat de Jatxou, reconnue Juste parmi les nations.

## Biographie
Marie Uthurriague (sœur Saint-Jean, de la congrégation des sœurs de Marie Auxiliatrice), qui dirigeait l’orphelinat catholique Notre-Dame à Jatxou, a permis le sauvetage de deux enfants juifs en les accueillant en janvier 1944 parmi 40 autres enfants, sans faire apparaître leur vrai nom, jusqu'en mai 1944. Elle est pour eux une source de réconfort et de courage. Pour être mieux protégés, les enfants furent ensuite déplacés dans une autre institution, jusqu'en décembre 1944. 
Le 4 avril 2001, le comité français pour Yad Vashem lui a décerné le titre de Juste parmi les nations,.